# Tecalitlán
Tecalitlán es una localidad del estado mexicano de Jalisco. Es cabecera del municipio de Tecalitlán.

## Demografía
| Censo | Población |
| ----- | --------- |
| 1900  | 2 878     |
| 1910  | 3 169     |
| 1921  | 3 271     |
| 1930  | 4 262     |
| 1940  | 4 828     |
| 1950  | 4 707     |
| 1960  | 6 201     |
| 1970  | 8 627     |
| 1980  | 10 720    |
| 1990  | 13 265    |
| 2000  | 12 828    |
| 2010  | 12 411    |
| 2020  | 13 243    |